# Chingola
Chingola és una ciutat situada a la Província de Copperbelt, Zàmbia, la regió minera de coure del país. Té una població de 157.340 habitants, segons el cens de 2008. En aquesta ciutat se situa la mina de coure Nchanga.
Va ser fundada una mica més tard que les ciutats de la meitat sud-est de Copperbelt, el 1943, quan la mina va ser oberta. Durant un temps va ser coneguda com la ciutat més neta de Zàmbia.
La ciutat posseeix dos hospitals: Nchanga North General Hospital, públic i amb una capacitat de 283 llits i Nchanga South Hospital, privat i amb una capacitat de 100 llits.
Una branca dels ferrocarrils de Zàmbia usada exclusivament per a càrrega, uneix la ciutat amb Kitwe. Inclou el transport del mineral de coure cap a les foses de Nkana a Kitwe.
La principal via de comunicació és la carretera que la uneix amb Lubumbashi a la República Democràtica del Congo, via Chililabombwe i Konkola unint-la a la principal carretera de Copperbelt que comunica Kitwe amb Solwezi.

## Llocs d'interès
- Piscina d'hipopòtams al riu Kafue a 10 km al nord.
- Orfanat Chimfunshi, santuari per ximpanzés orfes situat a 60 km al nord-oest de Chingola.[4]

## Personatges destacats
- Samuel Matete (1968) atleta.
- Felix Bwalya (1970 - 1997) boxejador.
- Elijah Tana (1975 -) futbolista.